# PC-on-a-stick

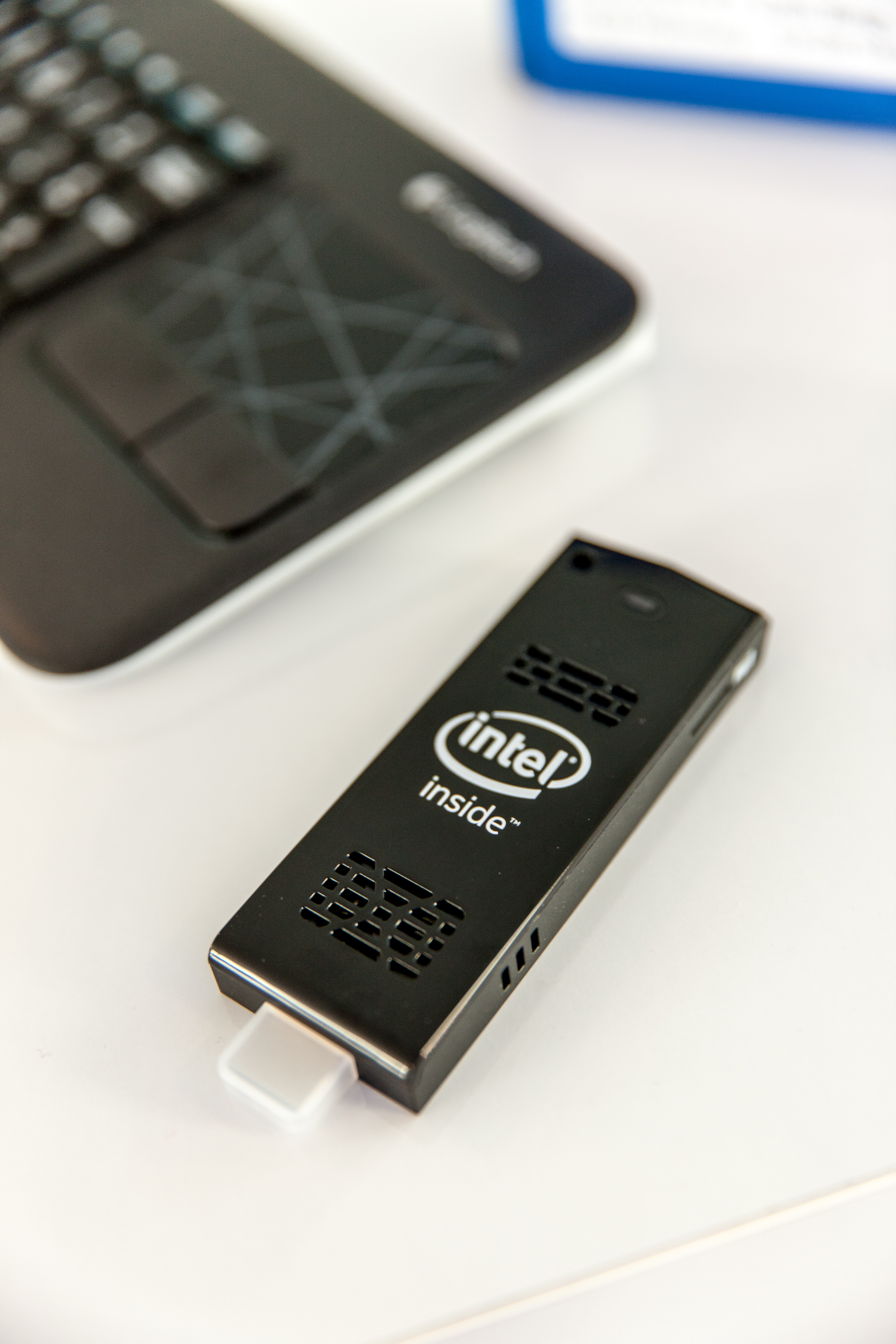
Image d'un Intel Compute Stick

Un PC-on-a-stick (signifiant PC-sur-une-clé en anglais) est un type d'ordinateur portatif de la taille d'une grosse clé USB. Ce type d'ordinateur est généralement composé d'un système sur une puce (SoC) à base d'architecture ARM, d'un connecteur HDMI, d'un lecteur de carte flash (généralement carte microSD) et d'au moins un port USB pour brancher un ou plusieurs périphériques de saisie, éventuellement via un hub USB et à alimenter l'ordinateur. Ils contiennent également pour la connexion réseau des interfaces réseau sans fil (le plus souvent Bluetooth et/ou Wi-Fi).

## Exemples
Parmi les PC-on-a-stick disponibles, on peut noter :
- Gumstix (en) qui a commencé à produire ce type d'ordinateur tout-en-un à partir de 2003 contenant soit des SoC OMAP de Texas Instruments, soit des Soc XScale de Marvell.
- Cotton Candy de FXI Tech, contenant un SoC Exynos 4210 de Samsung, Cortex A9 double cœur à 1,2 GHz équipé d'un GPU Mali 400MP, 1 Go de RAM, une connectivité réseau WiFi (802.11n, 802,11 g et 802.11b), une connectivité Bluetooth (2.1 + EDR) un port microSD, un port USB et un port HDMI. Il permet de faire tourner Android 4.0 et Ubuntu.
- CX-01 Mini Android PC, Telechips TCC8925 à 800 MHz (inclus un CPU cortex A5 et un GPU Mali 400MP), 512 Mo de RAM, 4GB NAND flash, WiFi 802.11 b/g/n, port microSD, port HDMI, Android 4[1],[2].
- Les Android Mini PC MK802 et MK802 II de Rikomagic, contenant un SoC AllWinner A10 de AllWinner Technology, Cortex-A8 à 1,5 GHz contenant un Mali 400MP, permettant de décoder de la vidéo QuadHD 2160P, en faisant ainsi un assez bon lecteur de vidéo numérique. Il contient également une connexion WiFi 802.11b/g et un lecteur de carte microSD. Il peut accueillir Ubuntu, Puppet Linux, ainsi que les systèmes de Google Android 4.0 et Google TV. Une première version pour environ 74 $ contient 512 Mo de RAM et un port USB, un port micro USB, une seconde comporte, pour 80 $ 1 Go de RAM et trois port USB dont 2 micro-USB, ainsi qu'un port HDMI, dans les deux cas une carte mémoire de 4 Go est incluse pour accueillir le système d'exploitation et quelques données. Le MK802 III est équipé d'un Rockchip RK3066, double cœur Cortex-A9 MPCore à 1,6 GHz et quadruple cœur Mali 400, pour environ 50 $ en décembre 2012.
- Kimdecent Androstick, basé sur SoC Amlogic 8726 contenant un CPU Cortex A9 à 1 GHz et un GPU Mali 400MP avec 512 Mo de RAM [3]
- Kimdescent Stick T10, basé sur un SoC Rockchip RK3066 (Cortex A9 double cœur, Mali-400 MP4, 1 Go de RAM, 8 Go nand Flash, 1 port USB, 2 ports mini-USB, un emplacement microSD, du Wi-Fi 802.11b/g/n et un port HDMI, livré avec Android 4.1 Jellybean compatible avec Flash[4].
- Zero Devices produit plusieurs clés, le Z802 est MK802 et Le Z902 un MK802 II et le Z900[5] utilise un SoC Telechips TCC8925 (Cortex A5, 512 Mo RAM), 1 Go Nand Flash, un port microSD, et un port HDMI
- Une clé au nom inconnu est annoncée en aout avec un Rockchip RK3066 à 1,6 Ghz, contenant un cortex A9 double cœur et un GPU Mali400MP quadruple cœur, ainsi qu'1 Go de RAM[6],[7]
- La clef Equiso sur Kickstarter[8]
- Les Tronsmart MK908, sorti en avril 2013, comprenant un SoC Rockchip RK3188 (incluant un CPU quadruple-cœur ARM Cortex-A9 à 1,8 Ghz et un GPU Mali-400MP[9] et MK908 II[10] et 2 Go de RAM. La deuxième version ayant pour principale différence l'ajout d'une antenne Wi-Fi externe.
- En avril 2015, Google sort le Google Chromebit (en), basé sur un Soc Rockchip RK3288.